# Ludwig Kirsch
Ludwig Kirsch (* 9. Dezember 1891 in Dresden; † 22. Januar 1950 in Chemnitz) war ein politisch engagierter römisch-katholischer Pfarrer. Kirsch gehörte zu den Mitbegründern der deutschlandweit ersten Vorläuferpartei der späteren CDU und war für die CDU Abgeordneter im Deutschen Volksrat und der Provisorischen Volkskammer der DDR.

## Jugend und Wirken in der Weimarer Republik
Ludwig Kirsch wurde als einziges Kind der Eheleute Hedwig und Alexander Kirsch am 9. Dezember 1891 in der Dresdner Johannesstraße 23 geborenen. Der Vater war Goldschmiedemeister, die Mutter Hausfrau. Nach dem Besuch der Volksschule setzten sich Kirschs Eltern 1902 wegen sich abzeichnender Hochbegabung für den Wechsel von Ludwig an das katholische Progymnasium in Dresden ein. Im Alter von 13 Jahren wechselte er 1904 an das Wendische Gymnasium in Prag. Da eine Priesterausbildung im evangelischen Königreich Sachsen zu dieser Zeit nicht möglich war, auch das Bistum Meißen existierte nicht mehr, entwickelte sich das Gymnasium auf der Prager Kleinseite zu einer Art sächsisch-katholischer Enklave. Nach einem hervorragenden Abitur wurde Kirsch 1910 an der Prager Karlsuniversität immatrikuliert, um Theologie zu studieren. 1913 beendete er dieses Studium am Priesterseminar Paderborn. Am 3. August 1914, kurz nach Beginn des Ersten Weltkriegs, wurde er in Paderborn von Bischof Karl Joseph Schulte zum Priester geweiht. Kurze Zeit später hielt Kirsch seinen ersten Gottesdienst, in der Katholischen Hofkirche seiner Heimatstadt Dresden. Seine erste Priesterstelle trat Kirsch in der Liebfrauengemeinde des Leipziger Stadtteils Lindenau an.
Der Weltkrieg und die daraus resultierenden Nöte seiner Gemeindemitglieder prägten Kirsch und weckten sein Interesse an der Politik. 1919 wurde Kirsch zum Expositus nach Bärenstein bei Annaberg berufen. In der katholischen Diaspora formte er eine starke Gemeinde und bewirkte den Bau der Bonifatiuskirche, die 1921 geweiht wurde. Kirsch trat in die Zentrumspartei ein und begann, politische Artikel in Zeitungen zu veröffentlichen. 1929 wurde Kirsch sogar zum sächsischen Landesvorsitzenden der Zentrumspartei gewählt, der er bis zur Auflösung der Partei 1933 blieb. 1924 wurde er vom Bischof zum Pfarrer der Gemeinde „St. Marien“ in Reichenbach im Vogtland berufen. Auch dort wurde unter seiner Regie der Umbau und die Neugestaltung der Kirche bewerkstelligt. Während der Weltwirtschaftskrise nahm Kirschs politische Tätigkeit zu. Als begnadeter Redner wurde er schnell zu einem begehrten Gastprediger im neu errichteten Bistum Meißen, in politischen Versammlungen und als Kolumnist verschiedener Zeitungen, dabei vor allem der katholisch geprägten Sächsischen Volkszeitung. Durch diese Tätigkeit wurde Kirsch zum politischen Gegner einiger Parteien, insbesondere der NSDAP.

## Wirken in der Zeit des Nationalsozialismus
Am 5. Mai 1935 wurde Kirsch zum Pfarrer der katholischen Kirchgemeinde St. Joseph in Chemnitz berufen. Kurz zuvor suchte ein Reichenbacher Gemeindemitglied bei Kirsch um Rat in einem Fall von Zwangssterilisation. Kirsch antwortete schriftlich, und schrieb, das die  staatlichen Gesetze in völligem Gegensatz zu den fundamentalen kirchlichen Überzeugungen stünden. Als der um Rat Fragende in Reichenbach mittels Gerichtsverfahren die drohende Zwangssterilisation abwenden wollte, verwendete er Kirschs Brief als Argumentationshilfe. Der Verfahrensrichter nahm daraufhin den Brief in Augenschein und beschlagnahmte ihn. In der Folge leitete er ihn an die sächsische Gestapo-Hauptverwaltung in Dresden weiter. Am 3. September 1935 wurde Ludwig Kirsch für 14.00 Uhr in das Chemnitzer Polizeipräsidium vorgeladen und nach der Vernehmung in Schutzhaft genommen. Bis zum 6. September 1935 war er in Chemnitz inhaftiert, dann wurde er in das nahegelegene KZ Sachsenburg verlegt. Mit der Häftlingsnummer 1648 verbrachte Kirsch einige Monate in diesem sachsenweit berüchtigtem KZ, was deutschlandweit zu den Ersten seiner Art gehörte. Mithäftling war ab November 1935 auch der Sozialdemokrat und spätere hochrangige SED-Funktionär Erich Mückenberger. Durch das Insistieren der Bistumsleitung um Bischof Petrus Legge, der allerdings im Oktober 1935 selbst verhaftet wurde, und die Tätigkeit der Chemnitzer Rechtsanwaltskanzlei um Curt Rothe konnte ein Prozess gegen Kirsch vermieden und seine Freilassung noch vor Weihnachten 1935 erwirkt werden. Am 21. Dezember 1935 konnte er in seiner Chemnitzer Gemeinde seine erste heilige Messe nach der Haft lesen. In der Folge blieb Kirsch unter ständiger Beobachtung der Gestapo, wurde aber nicht erneut inhaftiert. Unter seiner Verantwortung konnte im Frühjahr 1937 ein Pfarrsaal geweiht werden, ebenso wurde in der St.-Josephs-Kirche eine neue Orgel eingebaut. Die Junge Gemeinde wurde unter Kirsch zu einem Rückzugsort von Jugendlichen, die sich nicht nationalsozialistischen  Organisationen anschließen wollten.

## Wirken in der Nachkriegszeit

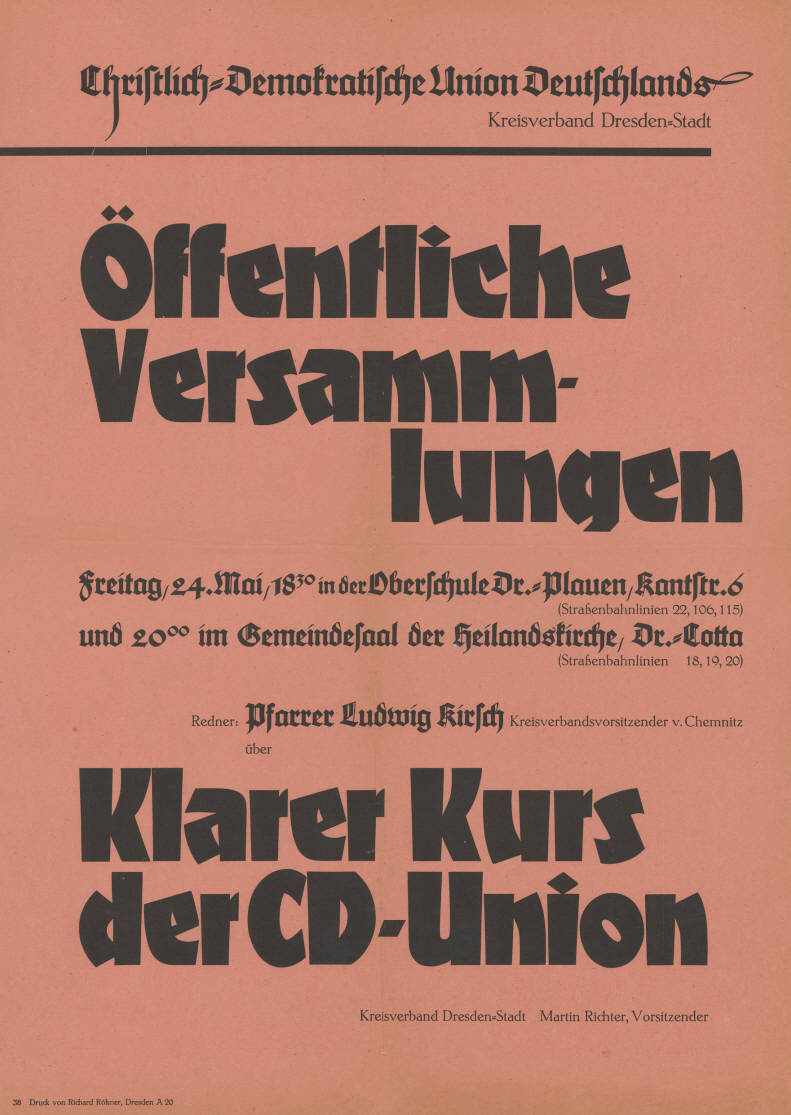
Plakat mit Veranstaltungshinweis am 24. Mai 1946 in Dresden, Redner: Ludwig Kirsch aus Chemnitz

Unter dem Eindruck der massiven Zerstörungen von Chemnitz und der Befreiung der sächsischen Großstadt durch amerikanische Truppen war Kirsch fest entschlossen, sich in das politische Leben einzumischen. Nach der Genehmigung von Parteigründungen durch die sowjetische Besatzungsmacht gründete er am 20. Juni 1945 in Chemnitz mit anderen Mitstreitern die Christliche Volkspartei (CVP). Diesen Namen trug die Zentrumspartei in der Weimarer Republik für einige Zeit als Beinamen. Diese Chemnitzer Parteigründung war somit die erste Gründung einer konfessionellen Partei in der sowjetischen Besatzungszone noch vor der Gründung der CDU in Berlin, die am 26. Juni 1945 erfolgte. Als man in Chemnitz von der Berliner Parteigründung erfuhr, schloss sich die CVP der CDU an. Bei der Konstituierung des Chemnitzer CDU-Kreisverbandes wurde Kirsch zu dessen Vorsitzenden gewählt, der er bis zu seinem Tode blieb. Nachdem sich die Chemnitzer Stadtverordnetenversammlung konstituiert hatte, vertrat Kirsch die CDU auch als Stadtverordneter. Auf dem ersten Parteitag der CDU 1946 wurde er in den Hauptvorstand gewählt, eine Wahl in den Politischen Ausschuss des Hauptvorstandes lehnte er auf dem 2. Parteitag 1947 ab. 1948 wurde Kirsch vom sächsischen Landesverband zum stellvertretenden Landesvorsitzenden gewählt. Ob dieser hervorgehobenen Parteifunktionen wurde er auch als Kandidat für den Ersten Deutschen Volksrat nominiert. Kirsch war auch Mitglied des Zweiten Deutschen Volksrates und der Provisorischen Volkskammer
Am 22. Januar 1950 starb Kirsch an den Folgen einer ungeklärten Bleivergiftung. Er wurde auf dem Chemnitzer Städtischen Friedhof beigesetzt. Kurz nach seinem Tod wurde ihm zu Ehren die Alexanderstraße an der Kirche St. Joseph in Ludwig-Kirsch-Straße umbenannt.